# Balantiopsis asymmetrica
Balantiopsis asymmetrica là một loài rêu trong họ Balantiopsaceae. Loài này được Herzog J.J. Engel mô tả khoa học đầu tiên năm 1968.